# 近藤夏子 (シンガーソングライター)
近藤 夏子（こんどう なつこ、1985年7月29日 - ）は、日本のシンガーソングライター、タレント、ラジオパーソナリティ。島根県大田市出身、大阪府大阪市在住。本名は近藤 奈津子（読み同じ）。

## 略歴
実家は島根県大田市にある整骨院。2歳からピアノを始め、中学生になってからは弾き語りを始める。専門学校時代は大阪市内のライブハウスや路上でライブを行っていた。
ストリートファッション誌『関西girl's style exp.』の読者モデルを経て、2010年4月21日に「リアルでゴメン・・・」でメジャーデビュー。
3rdインディーズアルバム『コンドウマニア3』の収録曲「リハーサル」がアニメ『クロスゲーム』のエンディングで使用されたほか、「恋スル乙女」も最終回のスペシャルエンディングテーマとして使用された。また、『クロスゲーム』最終回で端役で声優に初挑戦している。現在でも、『Zipper』や『CUTiE』に読者モデルとして登場。Tシャツや、ファッションブランドとのコラボレーションアイテムのデザインも手掛けている。
また、テレビ番組のMCや、ラジオ番組のパーソナリティとしても活動。2011年11月には、島根県大田警察署の振り込め詐欺抑止キャンペーンのポスターに、地元出身の著名人として起用された。
2012年には、関西テレビで1月から3月まで関西ローカルの深夜枠で放送された連続ドラマ『堀江ブギーデイズ!』に、シンガーソングライターのイツキ役として出演。ドラマデビューを果たした。このドラマでは、主題歌の「前向いちゃって、走っちゃって、転んじゃって〜こんな自分です。スキです。か?〜」（同年3月にシングルCDとしてリリース）に加えて、毎回のストーリーに合わせた楽曲を作詞・作曲。エンディングでは、イツキ役のまま後者の楽曲をキーボードで弾き語るシーンを必ず放送していた。
2015年3月21日付けで、3年間の島根県大田市の石見の国おおだ観光大使に任命されていた。
2018年8月1日 日髙のり子、ギターウルフのセイジと並んで、島根県ふるさと親善大使『遣島使』に就任。
2018年8月6日付けで、二期目の「石見の国おおだ観光大使」に委嘱されていた。
2019年7月25日、バースデーライブ内で、2014年にミニアルバムを発表以来約5年振りの新曲リリースの発表に加えて、「片想えない」のミュージックビデオ制作をクラウドファンディングで企画始動を宣言し、目標額を達成した
2020年3月24日 note 開設。
2020年7月31日 近藤夏子"ちゃんと歌う"ワンマンLIVE2020 〜お見事！お35(歳)10(周年)！！〜 における自身初の配信ライブを慣行。。
2021年7月2日付けで、三期目の「石見の国おおだ観光大使」に委嘱されている。
2021年10月19日 保育士、幼稚園教諭、子ども向けに『楽しく学べる』教育系の動画を発信

2022年2月1日 新たに教育系映像作品を独立させる事を自身SNSで発表
2023年4月17日 2023年4月より大阪キリスト教学院に新設された幼児教育学科教育テックコースの客員教授に就任。コミュニケーション演習の講義を担当
2023年11月16日 石見大田税務署の一日署長を務める
2024年5月24日付けで、四期目の「石見の国おおだ観光大使」に委嘱されている 

## 人物
- 大阪スクールオブミュージック専門学校[21]在学中、『MUSIC EDGE + Osaka Style』（毎日放送）のロケ企画「EDGE LIFE」に出演したことがあり、当時住んでいた部屋で自作曲を披露。その後も番組がメジャーデビューまでの軌跡を定期的に追い続けた。メジャーデビューしてからも何度か番組にゲスト出演している[要出典]。
- 日常から他人の会話や隣の人の食事など、周囲の物事に興味を示し反応する性格であり、それを曲作りに役立てている[22]。
- ライブでファンに「コンマニなんです」と言われたのがコンマニの起源[23]。

## 出演

### テレビ
- あほやねん!すきやねん!（NHK大阪放送局、2010年4月7日 - 2013年3月27日）水曜日総合司会
- ヒルナンデス!（日本テレビ、2011年6月6日）「フェルナンデスくんが行く!」にVTR出演。番組のキャラクター「フェルナンデスくん1号」のテーマ曲「フェルナンデスくん1号Go!」を即興で作詞・作曲。それ以降、1号が登場する度にこの曲が流れる。
- ENT（毎日放送 2011年4月 - 2020年3月23日）ツイッターアカウント @ENT_MBS 開設が2011年4月25日
- ちちんぷいぷい（毎日放送）「近藤夏子のとっておきスイーツ」（番組コーナー、隔週火曜日）
- 堀江ブギーデイズ!（関西テレビ、2012年1月26日 - 2012年3月）シンガーソングライターのイツキ役でドラマ初出演。主題歌及びエンディングも手掛ける。
- 呪報2405 ワタシが死ぬ理由 第9話（関西テレビ、2012年9月6日）白石かおり役
- 交通ルールをまもりまピョン（サンテレビ）
- 週末応援ナビ☆あほやねん!すきやねん!→学校再発見バラエティー あほやねん すきやねん（2013年4月 - 2016年3月、NHK大阪）隔週レギュラー→MC
- 音エモン (関西テレビ、2014年4月 - ）毎週月・水・土 深夜
- 生たまごBang!（山陰放送、2018年4月11日 - ）レギュラー
- ターザン&夏子の朝採りフレッシュ！ （サンテレビ、2017年6月2日 - 第一、第三 金曜日) レギュラー [24]
- ミント!（毎日放送、2019年4月 - ）水曜日スタジオパネラー
- イマなまっ!（中国放送、2015年7月6日 - ）毎週月曜日 コーナー担当
  - 近藤夏子のカンパイ！広島 たちまち旅 supported by キリンビバレッジ（2015年7月6日 - 2017年12月18日）[25][ＲＣＣ「イマなまっ！」の新コーナー“カンパイ！広島　たちまち旅”が７月６日（月）スタート！ - ウェイバックマシン（2021年7月24日アーカイブ分）
  - 3チャンB組コンナツ先生（2018年1月15日 - 2019年12月16日）[26]

### ラジオ
- 近藤夏子とMyeのTalkin'Singin'（エフエム香川）
- Happy Mania（e-radio、2009年7月 - 2010年3月 ）
- 夏子でゴメン…（CROSS FM、2010年4月3日 - 2010年10月 ）[27]
- 近藤夏子のオールナイトニッポンR（ニッポン放送、2010年4月24日 - 2012年1月29日）毎月第4土曜担当
- 情報どっか〜んライブ!ホームランラジオ（MBSラジオ、2011年度のナイターオフ番組）木曜パートナー
- 月極うたぐみ（MBSラジオ、2011年12月）マンスリーパーソナリティとして出演
- CHOKE & SOUL RADIO（広島FM、2011年11月 - 2013年1月）隔週担当
- 近藤夏子のハイテンションガール!!（エフエムいずも、毎週金曜日「大田いこ！！」内 2011年11月 - ）
- STROBE NIGHT!（NACK5、2013年4月 - 2014年3月）木曜パーソナリティー
- ぴーたんぱん（MBSラジオ、2013年11月 - 2014年3月）
- よなよな…水曜日（朝日放送ラジオ、2014年4月2日 - 2021年9月22日）
- JA共済presents 近藤夏子のサンキューサンデー（ラジオ関西、2015年4月 - 2020年5月31日 毎週日曜日）[28]
- 近藤夏子の〝なっちゃんはね、夏子っていうんだ本当はね〟（FMはつかいち、毎週土曜日）
- HARAJUKU KAWAii RADIO（エフエム愛知、2013年4月1日 - 2017年3月30日 毎週木曜日担当）[29]
- OH!_MY_MORNING!（Radio_NEO、2019年8月21日）電話出演
- サンデーモーニングルーティーン日曜は夏子の集い（ラジオ関西、2020年6月7日 - 2022年3月27日 毎週日曜日）[30][31]
- 4 SEASONS -ENERGY-（Kiss FM KOBE、2021年2月5日 - 3月26日）[32]
- ドッキリ!ハッキリ!三代澤康司です（朝日放送ラジオ、2021年9月29日 - ）水曜パートナー[33]
- 神戸ファッションマートpresents マイホーム・マイライフ（ラジオ関西、2022年4月3日 - 2022年9月25日・2023年4月7日 - ）[34][35]
- Clip（ラジオ関西、2022年4月4日 - ）毎週月曜日担当[36]
- ENERGY FRIDAY !!!（Kiss FM KOBE、2023年4月7日 - ）[37]
- Spike!!（e-radio、2023年4月8日 - ）[38]

## 作品

### インディーズ
| 枚  | 発売日         | タイトル                                   | 備考                                     |
| --- | -------------- | ------------------------------------------ | ---------------------------------------- |
| 1st | 2007年10月23日 | コンドウマニア1                            | ライブ会場などで販売・発売終了           |
| 2nd |                | コンドウマニア2                            | ライブ会場限定販売・発売終了             |
| 3rd | 2009年7月22日  | コンドウマニア3                            | （タワーレコード梅田NU茶屋町店限定販売） |
| 4th | 2009年11月11日 | コンドウマニア4                            |                                          |
| 5th | 2023年4月21日  | 笑ってこぉ! アップテンポver 夏子族のテーマ | ライブ会場などで限定販売                 |

### メジャー

#### シングル
| 枚  | 発売日        | タイトル                                                                    | 販売生産番号                                    |
| --- | ------------- | --------------------------------------------------------------------------- | ----------------------------------------------- |
| 1st | 2010年4月21日 | 『リアルでゴメン・・・』                                                    | WPZL-30177/8（初回限定盤） WPCL-10778（通常盤） |
| 2nd | 2010年8月4日  | 何年片想い                                                                  | WPZL-30206/7（初回限定盤） WPCL-10842（通常盤） |
| 3rd | 2011年2月9日  | うつむきスマイル                                                            | WPZL-30234/5（初回限定盤） WPCL-10877（通常盤） |
| 4th | 2011年5月4日  | ハナビラナミダ                                                              | WPZL-30280/1（初回限定盤） WPCL-10954（通常盤） |
| 5th | 2012年3月7日  | 前向いちゃって、走っちゃって、転んじゃって〜こんな自分です。スキです。か?〜 | WPZL-30358/9（初回限定盤） WPCL-11048（通常盤） |

#### 配信限定シングル
| 枚   | 発売日/公開日  | タイトル              |
| ---- | -------------- | --------------------- |
| 1st  | 2010年12月8日  | できれば君がイイ      |
|      | 2011年12月11日 | ぢんぢんJingle Bells  |
| 2nd  | 2014年10月17日 | Dream Girl            |
|      | 2015年11月11日 | 0854-8                |
|      | 2016年7月19日  | Dear you              |
|      | 2016年7月22日  | 約束って悪くないな    |
|      | 2016年7月27日  | エビデイ婚活          |
|      | 2017年7月10日  | この世に君が産まれて  |
|      | 2017年7月21日  | イエイエイ言う曲      |
|      | 2017年12月12日 | 夏子族のテーマ        |
| 3rd  | 2019年7月26日  | 片想えない 極上片想い |
| 4th  | 2023年3月14日  | アカイイト            |
| 5th  | 2023年4月18日  | ばぁばぁちゃん        |
| 6th  | 2023年5月9日   | 約束って悪くないな    |
| 7th  | 2023年6月13日  | Dear you              |
| 8th  | 2023年11月1日  | III                   |
| 9th  | 2024年1月31日  | この世に君が生まれて  |
| 10th | 2024年7月25日  | ÷                     |
| 11th | 2024年10月5日  | スキライク            |
| 12th | 2025年1月31日  | シューティングスター  |

#### アルバム
| 枚  | 発売日       | タイトル  | 販売生産番号                                                                           |
| --- | ------------ | --------- | -------------------------------------------------------------------------------------- |
| 1st | 2011年6月8日 | 近藤夏子1 | WPCL-10961（初回限定お友達プライス盤） WPZL-30300/1（初回限定盤） WPCL-10962（通常盤） |

#### ミニアルバム
| 枚  | 発売日       | タイトル  | 販売生産番号 |
| --- | ------------ | --------- | ------------ |
| 1st | 2014年3月5日 | スマイる! | YRCN-95227   |

## 書籍
- ナツコトバ（2014年2月10日、宝島社、ISBN 978-4-8002-1933-6）

## タイアップ
| 曲名                                                                        | タイアップ |
| --------------------------------------------------------------------------- | --- |
| リハーサル                                                                  | テレビ東京系アニメ『クロスゲーム』エンディングテーマ（2009年） TBS『にうすざんす』2009年11月度エンディングテーマ        |
| 恋スル乙女                                                                  | テレビ東京系アニメ『クロスゲーム』エンディングテーマ（2009年）                                                          |
| 全部がプレゼントだ〜クリスマスの贈りもの〜                                  | ユニバーサル・スタジオ・ジャパン「ユニバーサル・ワンダー・クリスマス」CMソング（2009年）                                |
| 『リアルでゴメン・・・』                                                    | NHK大阪『あほやねん!すきやねん!』エンディングテーマ（2010年） メ〜テレ『アクセる★ビリー!』2010年5月度エンディングテーマ |
| 何年片想い                                                                  | NHK大阪『あほやねん!すきやねん!』エンディングテーマ（2010年）                                                           |
| できれば君がイイ                                                            | 北海道放送、東北放送、テレビユー山形、大分放送共同『歌セラ』オープニングテーマ（2010年）                                |
| 何度も何度でもスキになる                                                    | TOKYO SNOW in ODAIBAイメージソング（2010年）                                                                            |
| ハナビラナミダ                                                              | フジテレビフラワーネットCMソング（2011年） 毎日放送『ENT』2011年4月度エンディングテーマ                                 |
| 前向いちゃって、走っちゃって、転んじゃって〜こんな自分です。スキです。か?〜 | 関西テレビ『堀江ブギーデイズ!』オープニングテーマ（2012年）                                                             |
| 崖っぷちファイター                                                          | 関西テレビ『プロ野球中継2012』オープニングテーマ（2012年）                                                              |
| 笑ってこぉ                                                                  | 引越し侍CMソング（2014年）                                                                                              |